# Silvana Vieira de Paula Moraes
Silvana Vieira de Paula Moraes (1968) es una ingeniera agrónoma, entomóloga, y profesora brasileña.

## Biografía
En 1986, obtuvo la licenciatura en ingeniería agronómica por la Universidad Federal de Viçosa; un máster en entomología supervisada por el Dr. Marcelo Coutinho Picanço, defendiendo la tesis "Incidência de Pragas e Reflexos na Produção do Tomateiro em Função de Adoção de Nível de Controle e de Faixas Circundantes", por la misma casa de altos estudios (1996) y el doctorado en entomología, por la Universidad de Nebraska-Lincoln (2012).
Es investigadora titular, desde 2005 Empresa Brasileira de Pesquisa Agropecuária, con experiencia profesional en la investigación, docencia, y extensión en la gestión integrada de plagas, manejo de la resistencia a las plagas de lepidóperos Bt y la tecnología de Análisis de Riesgo de Plagas.

## Algunas publicaciones
- SPECHT, A.; SORIA, M. F.; MABA, T. S. M.; BELUFI, L. M. R.; GODOI, B. W.; PEREIRA, M. J. D.; PAULA-MORAES, S. V. 2014. First Report of Elaphria agrotina and Elaphria deltoides (Lepidoptera: Noctuidae: Elaphriini) Feeding on Maize. Journal of Economic Entomology 107: 1458-1461

- PAULA-MORAES, S. ; HUNT, T. E. ; WRIGHT, R. J. ; HEIN, G. L. ; BLANKENSHIP, E. E. . Western Bean Cutworm Survival and the Development of Economic Injury Levels and Economic Thresholds in Field Corn. Journal of Economic Entomology, v. 106, p. 1274-1285, 2013.

- VIEIRA, Eduardo A.; FIALHO, Josefino de F.; FALEIRO, Fábio G.; BELLON, Graciele ; FONSECA, K. G.; SILVA, Marilia S.; PAULA-MORAES, S.V.; CARVALHO, L. J. C. B. 2013. Caracterização fenotípica e molecular de acessos de mandioca de indústria com potencial de adaptação às condições do Cerrado do Brasil Central. Semina. Ciências Agrárias (impreso) 34: 567-582, 2013.

- HANSON, A. A.; PAULA-MORAES, S.V.; HUNT, T. E.; Hutchison, William D. 2013. Supercooling Point of Western Bean Cutworm (Lepidoptera: Noctuidae) Collected in Eastern Nebraska. Great Lakes Entomologist 46: 216-224

- SPECHT, A.; SOSA-GOMEZ, D. R.; PAULA-MORAES, S.V.; YANO, S. A. C. 2013. Identificação morfológica e molecular de Helicoverpa armigera (Lepidoptera: Noctuidae) e ampliação de seu registro de ocorrência no Brasil. Pesquisa Agropecuária Brasileira (1977, impresa) 48: 1

- BUENO, A. F.; PAULA-MORAES, S. V.; GAZZONI, D.L.; POMARI, A.F. 2013. Economic Thresholds in Soybean-Integrated Pest Management: Old Concepts, Current Adoption, and Adequacy. Neotropical Entomology 42: 439-447

- AUAD, Alexander M.; MARTINS, M. F.; FONSECA, I.; PAULA-MORAES, S. V.; KOPP, M. M.; CORDEIRO, M. C. 2012. Spittle protein profile of Mahanarva spectabilis (Hemiptera: Cercopidae) fed various elephant grass genotypes. Genetics and Molecular Research 11: 3601-3606

- PAULA-MORAES, S. V.; HUNT, T. E.; WRIGHT, R. J.; HEIN, G. L.; BLANKENSHIP, E. E. 2012. On-Plant Movement and Feeding of Western Bean Cutworm (Lepidoptera: Noctuidae) Early Instars on Corn. Environmental Entomology 41: 1494-1500

- PAULA-MORAES, S. V.; BURKNESS, E. C.; HUNT, T.; WRIGHT, R.; HEIN, G. L.; HUTCHINSON, William D. 2011. Cost-effective binomial sequential sampling of western bean cutworm, Striacosta albicosta (Lepidoptera: Noctuidae), egg masses in corn. Journal of Economic Entomology 104: 1900-1908

- VIEIRA, Eduardo A.; FIALHO, Josefino de F.; FALEIRO, Fábio G.; BELLON, G.; FONSECA, K. G.; CARVALHO, L. J. C. B.; SILVA, Marilia S.; PAULA-MORAES, S. V.; OLIVEIRA, Charles M.; DENKE, M. L. 2011. Characterization of sweet cassava accessions based on molecular, quantitative and qualitative data. Crop Breeding and Applied Biotechnology (impreso) 11: 232-240

- VIEIRA, Eduardo A.; FIALHO, Josefino de F.; SILVA, Marilia S.; PAULA-MORAES, S. V.; OLIVEIRA, Charles M.; ANJOS, J. de R. N. dos; RINALDI, M. M.; FERNANDES, F. D.; GUIMARAES JUNIOR, R. 2011. BRS Japonesa: new sweet cassava cultivar for the Distrito Federal region. Crop Breeding and Applied Biotechnology (impreso) 11: 193-196

- AUAD, Alexander M.; DOMINGUES, O.; M.A. MACHADO; L. S. SOUZA; CARVALHO, Gervásio S.; PAULA-MORAES, S. V. 2010. Genetic variability of Mahanarva sp. (Hemiptera: Cercopidae) collected from different sites in Brazil. Genetics and Molecular Research 9: 1005-1010

- FIALHO, Josefino de F.; VIEIRA, Eduardo A.; PAULA-MORAES, S. V.; SILVA, Marilia S.; JUNQUEIRA, N. T. V. 2009. DANOS CAUSADOS POR PERCEVEJO-DE-RENDA NA PRODUÇÃO DE PARTE AÉREA E RAÍZES DE MANDIOCA. Scientia Agraria (UFPR, impreso) 10: 151-155

- FIALHO, Josefino de F.; VIEIRA, Eduardo A.; PAULA-MORAES, S. V.; FUKUDA, W. M. G.; SANTOS FILHO, M. O. S.; SILVA, K. N. 2009. Desempenho de variedades de mandioca de mesa no Distrito Federal. Revista Brasileira de Agrociencia (UFPEL) 15: 31-35

- VIEIRA, Eduardo Alano ; FIALHO, Josefino de Freitas ; FALEIRO, Fábio Gelape ; BELLON, Graciele ; FONSECA, K. G. ; CARVALHO, L. J. C. B. ; SILVA, Marilia Santos ; PAULA-MORAES, S. V. ; SANTOS FILHO, M. O. S. ; SILVA, K. N. . Divergência genética entre acessos açucarados. Pesquisa Agropecuária Brasileira (1977. Impressa), v. 43, p. 1707-1715, 2008.

- AUAD, Alexander M.; SIMÕES, Amanda D.; PEREIRA, Antônio V.; BRAGA, André Luiz F.; SOUZA SOBRINHO, F.; LÉDO, Francisco J. da S.; PAULA-MORAES, S. V.; OLIVEIRA, S. A.; FERREIRA, R. B. 2007. Seleção de genótipos de capim-elefante quanto a resistência à cigarrinha-das-pastagens. Pesquisa Agropecuária Brasileira (1977, impresa) 42: 1077-1081

- PAULA, S. V.; PICANÇO, Marcelo C.; OLIVEIRA, Ivenio R. de; GUSMAO, Marcos R. 2004. Controle de broqueadores de frutos de tomateiro com uso de faixas de culturas circundantes. Bioscience Journal (UFU, impreso) Uberlândia 20 (1): 33-39

- PICANÇO, Marcelo C.; Paula, S. V.; MORAES JÚNIOR, Antonio R.; OLIVEIRA, Ivenio R.; SEMEÃO, Altair A.; ROSADO, Jader F. 2004. Impactos financeiros da adoç ão de manejo integrado de pragas na cultura do tomateiro. Acta Scientiarum (UEM) (cesó en 2002) Maringá 26 (2): 245-252

## Libros
- OLIVEIRA, Maria Regina V.; PAULA-MORAES, S. V. 2006. Moscas-das-frutas (Diptera: Tephritidae) com potencial quarentenário para o Brasil. 1ª. ed. Brasília, DF: Embrapa Recursos Genéticos e Biotecnologia, 261 pp.

- PAULA, S. V.; OLIVEIRA, Maria Regina V.; NÁVIA, D.; PINHEIRO, F. 2004. Lepidópteras Quarentenárias para o Brasil. 1ª. ed. Brasília: Embrapa Recursos Genéticos e Biotecnologia, 172 pp.

- PAULA, S. V.; NÁVIA, D.; PINHEIRO, F.; PINTO, Renata R.; AMÂNCIO, E.; OLIVEIRA, Maria Regina V. 2003. Coleópteros de Expressão Quarentenária para o Brasil: subsídios para identificação e análise de risco de pragas. 1ª. ed. Brasília: Embrapa Recursos Genéticos e Biotecnologia, 121 pp.

- OLIVEIRA, Maria Regina V.; PAULA, S. V.; NÁVIA, D.; PINTO, Renata R.; DIAS, V. S. 2002. Insetos de Expressão Quarentenária para o Brasil. 1ª. ed. Brasília - DF: Embrapa Recursos Genéticos e Biotecnologia, 702 pp.

## Capítulos de libros
- OLIVEIRA, Charles M.; PAULA-MORAES, S. V. 2011. Principais pragas da mandioca no Cerrado. In: FIALHO, J. de F.; VIEIRA, E. A. (ed.) (orgs.) Mandioca no Cerrado: orientações técnicas. 1ª ed. Planaltina: Embrapa Cerrados, p. 93-114

- OLIVEIRA, Charles M.; PAULA-MORAES, S. V. 2006. Princípios de Controle: Estratégias e Táticas Empregadas no Manejo Integrado de Pragas MIP. In: OLIVEIRA-FILHO, E.C.; MONNERAT, R.G. (orgs.) Fundamentos para a regulação de semioquímios, inimigos naturais e agentes microbiológicos de controle de pragas. 1ª ed. Planaltina, DF: Embrapa Cerrados, p. 31-48.

- PAULA-MORAES, S. V.; OLIVEIRA, Maria Regina V. 2006. Medidas e ações fitossanitárias com fins quarentenários para prevenção e controle de moscas-das-frutas. In: OLIVEIRA, Maria Regina Vilarinho; PAULA-MORAES, Silvana Vieira de (orgs.) Moscas-das-frutas (Diptera: Tephritidae) com potencial quarentenário para o Brasil. 1ª ed. Brasília, DF: Embrapa Recursos Genéticos e Biotecnologia, p. 28-56.

- OLIVEIRA, Maria Regina V.; PAULA-MORAES, S.V. 2006. Moscas-das-frutas (Diptera:Tephritidae) com potencial quarentenário. In: OLIVEIRA, Maria Regina Vilarinho; PAULA-MORAES, Silvana Vieira de (orgs.) Moscas-das-frutas (Diptera: Tephritidae) com potencial quarentenário para o Brasil. Brasília, DF: Embrapa Recursos Genéticos e Biotecnologia, p. 14-27.

- OLIVEIRA, Maria Regina V.; PAULA-MORAES, S. V. 2006. Gênero Bactrocera Macquart. In: OLIVEIRA, Maria Regina Vilarinho; PAULA-MORAES, Silvana Vieira de (orgs.) Moscas-das-frutas (Diptera: Tephritidae) com potencial quarentenário para o Brasil. 1ª ed. Brasília, DF: Embrapa Recursos Genéticos e Biotecnologia, p. 88-138.

- PAULA-MORAES, S. V.; OLIVEIRA, Maria Regina V. 2006. Genêro Anstrepha Chiner. In: OLIVEIRA, Maria Regina Vilarinho; PAULA-MORAES, Silvana Vieira de (orgs.) Moscas-das-frutas (Diptera: Tephritidae) com potencial quarentenário para o Brasil. 1ed. Brasília: Embrapa Recursos Genéticos e Biotecnologia e Embrapa Cerrados, 2006, 58-85.

- PAULA-MORAES, S. V.; OLIVEIRA, Maria Regina V. 2006. Complexo de espécies Bactrocera tryoni (Froggatt) senso lato. In: OLIVEIRA, Maria Regina Vilarinho; PAULA-MORAES, Silvana Vieira de (orgs.) Moscas-das-frutas (Diptera: Tephritidae) com potencial quarentenário para o Brasil. 1ª ed. Brasília: Embrapa Recursos Genéticos e Biotecnologia e Embrapa Cerrados, p. 174-201.

## En Congresos
En Resumos XIII Congresso Brasileiro da Mandioca, Botucatu, SP, 2009.
- VIEIRA, Eduardo A.; FIALHO, Josefino de F.; FALEIRO, Fábio G.; BELLON, Graciele; FONSECA, K. G.; SILVA, Marilia S.; PAULA-MORAES, S. V.; OLIVEIRA, Charles M.; SANTOS FILHO, M. O. S. 2009. Divergência genética entre acessos de mandioca de mesa.
- OLIVEIRA, Charles M.; VIEIRA, Eduardo A.; PAULA-MORAES, S. V.; FIALHO, Josefino de F.; TAKADA, Sa. Desenvolvimento ninfal de Vatiga illudens (Drake) Hemiptera: tingidae) em acessos de mandioca

- SANTOS FILHO, M. O. S.; FIALHO, Josefino de F.; VIEIRA, Eduardo A.; SILVA, Marilia S.; PAULA-MORAES, S. V.; SILVA, K. N.; PAULA, G. F.; OLIVEIRA, F. 2008. Avaliação de Acessos de Mandioca de Mesa em Paracatu-MG. In: II Simposio Internacional Savanas Tropicais e IX Simposio Nacional Cerrados, Planaltina. Embrapa Cerrados, 2008.

En Resumos IX Simpósio Nacional do Cerrado e II Simpósio Internacional Savanas Tropicais, Brasília-DF, 2008.
- PAULA-MORAES, S. V.; VILELA, Marina F.; RAMOS, Allan Kardec B.; AUAD, Alexander M.; CARVALHO, Gervásio S. Mahanarva spectabilis (DISTANT, 1909) em gramíneas forrageiras e sua distribuição em áreas de cerrado e na amazônia legal.
- LAUMANN, R.; FARIAS NETO, A. L.; MORAES, M. C. B.; SILVA, A. P.; PAULA-MORAES, S. V.; VIEIRA, C. Dinâmica populacional de percevejos (Hemiptera: Pentatomidae) em diferentes genótipos de soja

## Premios
- 2012: certificate of membership in recognation of high scholarship, Honor Society of Agriculture Gamma Sigma Delta.
- 2011: Honoble mention de outstanding graduate research assistant award, Graduate Studies Office - University of Nebraska Lincoln - UNL.
- 2011: David H. & Anne E. Larrick Memorial Travel fund, IANR Student Travel Award.
- 2010: Segundo lugar en competición Graduate Student Poster - Field Crop IPM na 58th Annual Meeting of the Entomology Society of America, San Diego, CA, Entomology Society of America - ESA.
- 2007: tercer lugar entre los pesquisadores del Sistema de Avaliacão SAAD, Embrapa Cerrados.

- Portal:Biografías. Contenido relacionado con Entomología.